# Ta-abet
Ta-abet (auch Tabet, Tebet; griechisch Tybi; koptisch Tobi; arabisch Touba) war als Monat des Min im ägyptischen Kalender die altägyptische Bezeichnung des ersten Peretmonats und repräsentierte die Jahreszeit von Anfang November bis Anfang Dezember. 
Alan Gardiner wie auch Richard Anthony Parker vermuten, dass der Monat Schef-bedet im Laufe der Kalendergeschichte die Jahresform wechselte, weshalb sich Schef-bedet ab der 19. Dynastie im Neuen Reich vom sechsten auf den fünften Monat verschob und in Ta-abet umbenannt wurde. 
Ursache hierfür war die Koppelung von Sopdet an den heliakischen Aufgang von Sirius, der  bis Ende des zweiten Jahrtausends v. Chr. langsam von Anfang Juni auf Anfang Juli wanderte und letztlich mitverantwortlich für die Verlagerung der Monate war. 